# هنري جان-لويس
هنري جان-لويس (بالفرنسية: Henri Jean-Louis)‏ هو رسام وفنان هايتي، ولد في 1955.